# Чернокапци
Чернокапци (болг. Чернокапци) — село в Болгарии. Находится в Тырговиштской области, входит в общину Омуртаг. Население составляет 337 человек (2022).

## Политическая ситуация
В местном кметстве Чернокапци, в состав которого входит Чернокапци, должность кмета (старосты) исполняет Метин Шерифов Аптулов (Порядок, законность и справедливость (РЗС)) по результатам выборов правления кметства.
Кмет (мэр) общины Омуртаг — Неждет Джевдет Шабан (Движение за права и свободы (ДПС)) по результатам выборов в правление общины.